# K7리그 유성
K7리그 유성(K7 League Yuseong)은 대한민국 대전광역시 유성구에서 진행되는 축구 대회이다.

## 역사
2017년에 '디비전 7 대전광역시 유성구 리그'라는 이름으로 시작되었으며 2017시즌과 2018시즌에는 6개의 선수단이 리그에 참여했고 2019 시즌에는 8개 선수단이 리그에 참가하고있다.

## 시즌별 결과
| 시즌   | 권역 | 참가 | 우승                 | 준우승                 | 승격 | 비고                               |
| ------ | ---- | ---- | -------------------- | ---------------------- | ---- | ---------------------------------- |
| 2017년 | 1개  | 6팀  |                      |                        |      |                                    |
| 2018년 | 1개  | 6팀  | 대전 유성 구즉축구회 | 대전 유성 야생마축구회 |      | 승격팀은 2019년 K6리그 대전에 참가 |
| 2019년 | 1개  | 8팀  |                      |                        |      |                                    |

## 같이 보기
- K7리그